# Pompeji u popularnoj kulturi
Drevni rimski grad Pompeji često se spominje u književnosti i popularnoj kulturi od svog modernog ponovnog otkrića. Pompeji su bili zakopani ispod 4 do 6 metara vulkanskog pepela i plovućca u erupciji Vezuva 79. godine.

## Audio produkcije
- Rexford (Rex) Phillips, zv "Rexino Mondo", napisao je, otpjevao, pripovijedao i producirao 210-minutnu audio knjigu pod naslovom Messenger From Pei, 1992.

## Knjige i druga tiskana djela
Pompeji su poslužili kao pozadina za povijesne romane The Last Days of Pompeii (1834) Edwarda Bulwer-Lyttona (od tada adaptiran za film i TV), Arria Marcella (1852) Théophilea Gautiera, The Taras Report on Pompeii (1975) Alana Lloyd. Pompeji se također pojavljuju u Sjenkama u bronci (1990.) i drugim romanima iz serije Marcus Didius Falco.
- Knjiga I Tečaja latinskog u Cambridgeu podučava latinski dok priča priču o stanovniku Pompeja, Luciju Ceciliju Jukundu, od Neronove do Vespazijanove vladavine. Knjiga završava erupcijom vulkana Vezuv, gdje Caecilius i njegova obitelj bivaju ubijeni. Knjige imaju kult sljedbenika i poznato je da studenti odlaze u Pompeje samo kako bi pronašli Cecilijevu kuću.[1]
- Louis Untermeyer napisao je kratku priču, "Pas iz Pompeja", koja se bavi slijepim dječakom siročetom i njegovim psom tijekom posljednjih dana prije erupcije Vezuva.[2]
- Brojni naslovi u serijalu povijesnih romana za djecu Caroline Lawrence Rimski misteriji smješteni su u Pompeje.
- U 13. knjizi serijala Čarobna kuća na drvetu Mary Pope Osborne, Odmor pod vulkanom, protagonisti odlaze u Pompeje na dan erupcije.
- Bestseller roman Pompeji (2003.) Roberta Harrisa govori o (fiktivnom) vodenjaku iz Aqua Auguste po imenu Marcus Attilius. Sama priča također sadrži referencu Plinija Mlađeg na Imanje Julije Felice, kao i uključivanje Piscina Mirabilis u Misenumu, Plinija Starijeg i njegovog nećaka Gaja Plinija.
- Priča mange NG Life (serializirana od 2005. do 2009.) vrti se oko japanskog studenta koji je očito zadržao svoja sjećanja na to da je bio gladijator u Pompejima, a koji je izgubio ženu u erupciji vulkana Vezuva.
- U Dream Master: Gladiator Therese Breslin, Cy i Dream Master putuju natrag kroz vrijeme uoči erupcije Vezuva.
- U Novim Pompejima Daniela Godfreya (Titan Books, 2016.), stanovništvo drevnih Pompeja prebačeno je kroz vrijeme do današnjih dana i u repliku njihovog grada.
- U nadolazećoj seriji knjiga Shaeya Sinclaira, The Earthbound Chronicles, trio vještica putuje u prošlost od današnjih dana do Pompeja 79. godine nove ere i biva uhvaćen u erupciji planine Vezuv.

## Film
Bilo je nekoliko filmova temeljenih na knjizi Edwarda Bulwer-Lyttona iz 1834., The Last Days of Pompeii:
- 1900. – The Last Days of Pompeii (UK), redatelj Walter R. Booth.
- 1908. – Posljednji dani Pompeja (tal. Gli ultimi giorni di Pompei) (Italija), režija Arturo Ambrosio i Luigi Maggi.
- 1913. – Posljednji dani Pompeja (tal. Gli ultimi giorni di Pompei) (Italija), režija Mario Caserini.
- 1926. – Posljednji dani Pompeja (tal. Gli ultimi giorni di Pompei) (Italija), režija Carmine Gallone.
- 1935. – Posljednji dani Pompeja, RKO film, s Prestonom Fosterom i Basilom Rathboneom, koji je nosio odricanje od odgovornosti da, iako su scene erupcije Vezuva bile inspirirane romanom, film nije koristio njegovu radnju ili likove.
- 1950. – Posljednji dani Pompeja (tal. Gli ultimi giorni di Pompei/fra. Les Derniers Jours de Pompéi) (Italija/Francuska), režija Marcel L'Herbier i Paolo Moffa.
- 1959. – Posljednji dani Pompeja (tal. Gli ultimi giorni di Pompei) (Italija), režija Sergio Leone.

Produkcije koje koriste Pompeje kao pozadinu priče uključuju:
- 1958 – Prokletstvo čovjeka bez lica
- 1971. – Up Pompeii komedija koja je uslijedila nakon istoimene TV serije (vidi dolje), a kulminirala je erupcijom Vezuva.
- 2007. – Imperium: Pompeii – talijanska povijesna drama redatelja Giulia Basea (TV mini serija, 180 min.)
- 2007. – Pompeii [ es ] (TV serija), redatelj Paolo Poeti.[3]
- 2014. – Pompeji njemačko-kanadski film smješten za vrijeme erupcije vulkana Vezuv.

Aluzije na Pompeje
- Vesuvius je ime izmišljenog glam metal benda u komediji The Rocker iz 2008. godine, koja producira hit pjesmu pod nazivom "Pompeii Nights", koja prikazuje glorificiranu, ali mračnu verziju katastrofe.

## Igre
- U igrici za PC/Xbox 360 Darkest of Days (2010.), igrač se bori ulicama Pompeja dok vulkan eruptira, u pokušaju da spasi "Oca vremena".
- Priča računalne igre za Macintosh i Windows pod nazivom TimeScape: Journey to Pompeii (2000.), DreamCatcher Interactive Inc., uključuje i putovanje kroz vrijeme i drevne poganske bogove.
- Prva razina u igri Painkiller: Overdose smještena je u Pompeje dok vulkan eruptira.
- U PC igrici Imperator: Rome događa se događaj o erupciji vulkana, koja uzrokuje teške negativne posljedice na Pompeje i obližnje gradove.

## Glazba

### Umjetnici
- Pompeii je post-rock bend iz Austina, Texas.
- "We Are Pompeii" je bend iz Somerseta, Kentucky.[4]

### Skladbe
- Godine 1769. skladatelj Wolfgang Amadeus Mozart posjetio je Izidin hram koji je nedavno otkopan. Njegov posjet i sjećanja na to mjesto inspirirali su ga 20 godina kasnije za njegovu skladbu Čarobna frula (1791.).

### Pjesme
- Godine 1988. Heavy metal bend Virgin Steele producirao je pjesmu o gradu pod nazivom The Burning Of Rome (Cry For Pompeii) na svom albumu Age of Consent
- Opera Giovannija Pacinija L'ultimo giorno di Pompei (1825.) poznata je po svojim specijalnim efektima koji prikazuju erupciju Vezuva.
- ES Posthumus producirao je glazbenu pjesmu pod nazivom "Pompeii", koja je korištena u filmu Planet majmuna (1968.) i mnogim drugima;  uključena je u album Unearthed (2001.).
- U listopadu 1971., grupa Pink Floyd nastupila je u praznom 2000 godina starom amfiteatru u Pompejima, pred publikom sastavljenom od filmske ekipe uključujući i snimatelje. Ova izvedba, uključujući neke vanjske snimke ruševina, objavljena je kao dio filma pod nazivom Pink Floyd: Live at Pompeii (1972). Godine 2017. gitarist benda David Gilmour vratio se kako bi održao koncert u amfiteatru za oko 3000 ljudi.[5]
- Poljski pjevač, tekstopisac, pjesnik i autor, Jacek Kaczmarski napisao je dvije pjesme o Pompejima. Prva, "Pompeja" (1978.) prikazuje posljednje trenutke Pompeja i kasnijih iskapanja, ali se alegorijski odnosi i na poljske gradove poput Varšave ili Gdanjska, te govori o nepoznavanju znakova upozorenja i glasova u kriznim vremenima. Kaczmarski je zapravo napisao ovu pjesmu prije nego što je vidio Pompeje, koje je posjetio godinu dana kasnije nakon što je osvojio putovanje u Italiju na Studentskom festivalu pjesme u Krakovu 1978. (ili 1979.?).  Druga pjesma, "Pompeja Lupanar" (ili samo "Pompeja II") (1980.), govori o životu raznih naroda u Pompejima prije erupcije Vezuva.[6]
- Singl Siouxsie and the Banshees "Cities in Dust " (1985.) inspiriran je uništenjem Pompeja.
- Last Days of Pompeii (1991.) rock je opera alternativnog rock sastava Nova Mob.
- Njemački progresivni rock sastav Trijumvirat producirao je konceptualni album "Pompeii" (1977.), koji govori o erupciji Vezuva 62. i 79. godine.
- "American Pompeii" je osma pjesma na albumu Anthraxa Stomp 442 (1995).
- "This Was Pompeii" je naziv pjesme Dara Williamsa o gradu, na albumu Mortal City (1997).
- "Pompeii" je također naslov pjesme indie-rock trija Sleater-Kinney s njihovog petog albuma, All Hands on the Bad One (2000).
- Bend Mars Volta spominje grad Pompeje u pjesmi "Cicatriz Esp" s albuma Deloused in the Comatorium (2003).
- "Pompeii" je pjesma progresivnog rock sastava Gatsbys American Dream iz Seattlea. To je druga pjesma Volcana (2005), a temelji se na priči o Pompejima.
- "Pompeii am Götterdämmerung" pjesma je benda The Flaming Lips na njihovom albumu At War with the Mystics (2006). Pjesma pripovijeda priču o paru koji, kao reakcija na odbacivanje njihove ljubavi od strane obitelji, zajedno počine samoubojstvo istovremenim skokom u vulkan.
- Frank Ticheli skladao je pjesmu pod nazivom "Vesuvius" (2007.), koja opisuje posljednje dane Pompeja.[7]
- Pjesma Decembarista "Cocoon", na albumu Castaways and Cutouts (2009.), govori o žrtvama Vezuva koje su bile obavijene vulkanskim pepelom.
- Gordon Downie, pjevač kanadskog benda The Tragically Hip, naziva umirućeg člana obitelji "čepom za sve nas" i kaže, "u kanalu Vezuva bili ste mnogo više ujedinjujući nego što mislite" u pjesma "Toronto #4" (2010).[8]
- Screamworks: Love in Theory and Practice (2010.), sedmi studijski album finskog rock benda HIM, sadrži pjesmu pod naslovom "Like St. Valentine" u kojoj jedan red glasi: "Kao par iz Pompeja, naša drama je prikazana".
- Britanski bend Bastille objavio je singl pod nazivom "Pompeii" (2013.) s tekstom koji govori o uništenju grada. Dosegao je drugo mjesto na ljestvici singlova u Velikoj Britaniji.
- Robbie Williams spominje Pompeje u prvim redovima pjesme "Wedding Bells" s albuma Swings Both Ways. (2013)
- "Pompeiii" je pjesma Marcusa Oreliasa, na albumu 20s A Difficult Age, u spotu su također bile snimke iz Pompeja. (2017)[9]

## TV
Pompeji se pojavljuju u mnogim televizijskim biografijama i dokumentarcima. Također se pojavljuje u ABC-jevoj televizijskoj seriji Rimski misteriji.

### Emisije o paranormalnom
- Pompeji su navodno bili napajani nadnaravnom energijom. Paranormalna reality TV emisija Destination Truth predstavlja ovu povijesnu zemlju kako bi dokazala da paranormalno prisustvo luta drevnim gradom.

### Fikcija
- Bilo je to mjesto radnje britanske humoristične televizijske serije Up Pompeii!, film iz serije Up Pompeii iz 1971. i njegova dva jednokratna specijala Further Up Pompeii! (1975) i Further Up Pompeii (1991). Samo u filmu Vezuv stvarno eruptira.
- Posljednji dani Pompeja (Italija/Velika Britanija/SAD) je televizijska miniserija iz 1984. temeljena na knjizi Edwarda Bulwer-Lyttona The Last Days of Pompeii.
- U epizodi Simpsona "The Italian Bob" obitelj posjećuje ostatke Pompeja gdje Lisa govori o brojnim žrtvama čija je tijela pepeo sačuvao u položaju u kojem su bili u trenutku smrti. Jedna skupina žrtava gipsa uključuje obitelj nalik na Simpsonove s dvojnikom nalik Homeru koji guše dvojnika sličnog Bartu. Čep na kauču iz "Homer i Lisa razmjenjuju križaljke" također je referenca na Pompeje.
- Pompeji se pojavljuju u drugoj epizodi četvrte serije obnovljene BBC-jeve dramske serije Doctor Who, nazvane "Vatre Pompeja", gdje se ispostavlja da su Deseti Doktor i Donna Noble izazvali erupciju kako bi spriječili da Zemlju preuzme vlast izvanzemaljska rasa poznata kao Pyroviles.[10]
- " Vatre Vulkana " – Doktor Who audio drama u gradu neposredno prije erupcije sa Sedmim Doktorom.
- Unutar svemira franšize Highlander, besmrtnicima nije dopušteno uzeti glave na svetom tlu. Prema liku Joea Dawsona u epizodi Mali limeni bog, postoji priča koja govori o tome kako su dva besmrtnika zaručena na svetom tlu rezultirala erupcijom Vezuva.
- U televizijskoj seriji Vitez zauvijek, vampir Lucien Lacroix bio je rimski general koji se vraća kući u Pompeje i otkriva da mu je kći Divia postala vampir. Njega je kći pretvorila u vampira tijekom pada Pompeja.
- Apocalypse Pompeii (2014.) TV film – Mount Vesuvius eruptira kada obitelj posjeti Pompeje. Bivši komandos specijalnih operacija posjećuje drevni grad sa svojom ženom i kćeri i ostaje zarobljen dok Vezuv eruptira ogromnom snagom. Dok se njegova obitelj bori da preživi smrtonosni napad vrućine i lave, on uključuje svoje bivše suigrače u odvažnu operaciju ispod ruševina Pompeja.
- Uništenje Pompeja prikazano je u Disney+ seriji Loki, smještenoj u Marvel Cinematic Universe. U epizodi "The Variant", alternativna verzija lika Lokija upozorava ljude Pompeja o nadolazećoj erupciji Vezuva. Seljani isprva odbacuju njegova upozorenja sve dok erupcija ne počne, dok agent Mobius primjećuje da Lokijevi postupci nisu utjecali na vremensku crtu.

### Dokumentarci
- Ancient Mysteries: Pompeii: Buried Alive (1996.), A&amp;E televizijski dokumentarac s pripovjedačem Leonarda Nimoya.[11]
- U sjeni Vezuva (1997.), specijal National Geographica koji istražuje mjesta Pompeja i Herkulaneuma, intervjuira arheologe i ispituje događaje koji su doveli do erupcije Vezuva.
- Pompeji: Posljednji dan (2003.), jednosatna drama producirana za BBC koja prikazuje nekoliko likova (s povijesno potvrđenim imenima, ali izmišljenim životnim pričama) koji žive u Pompejima, Herculaneumu i oko Napuljskog zaljeva, i njihove posljednje sate, uključujući punija i njegovu ženu, dva gladijatora i Plinija starijeg. Također prikazuje činjenice erupcije. Na nju je snažno utjecala knjiga Edwarda Bulwer-Lyttona The Last Days of Pompeii (vidi Pompeji u popularnoj kulturi#Knjige i druga tiskana djela), koja je – iako je odgovorna za popularizaciju Pompeja u zapadnoj kulturi – odbačena zbog nedostatak povijesne vjerodostojnosti. Da bi se likovima pružila neka povijesna realnost, smrtne muke prikazanih likova temelje se na stvarnim kosturima i tijelima pronađenim tijekom iskapanja u 18. stoljeću, dok je smrt Plinija Starijeg prikazana na temelju izvještaja o tome kako je on zapravo umro. Iako se u priči pripovjedač koristi izvješćima da je Plinije Stariji umro od udisanja para posljednjeg i najvećeg piroklastičnog udara, prema mnogim izvješćima, najvjerojatnije je pretrpio srčani ili moždani udar.
- Pompeji i erupcija 79. godine (2004.), 120-minuta, Tokyo Broadcasting System.
- Pompeji uživo (28. lipnja 2006.), produkcija Channel 5 koja uživo prikazuje arheološka iskopavanja u Pompejima i Herculaneumu[12]
- Pompeii: The Mystery of the People Frozen in Time (2013.), dramski dokumentarac BBC One koji vodi dr. Margaret Mountford.[13]

## Likovna umjetnost

### Umjetničke izložbe
- Muzej umjetnosti u Birminghamu bio je domaćin "Pompeji: Priče iz erupcije" od listopada 2007. do siječnja 2008. Izložba je ranije bila izložena u Prirodoslovnom muzeju Field u Chicagu, a nakon Birminghama preseljena je u Muzej likovnih umjetnosti u Houstonu.
- Muzej Discovery Place u Charlotteu u Sjevernoj Karolini održao je izložbu "Jedan dan u Pompejima".[14]
- Nacionalni arheološki muzej u Napulju od listopada 2007. do ožujka 2008. održao je izložbu pod nazivom "Alma Tadema e la nostalgia dell'antico" ili "Alma Tadema i čežnja za antičkim",[15] pokazujući kako su Lawrence Alma-Tadema i drugi slikari predstavljali ruševine Pompeja na njihovim slikama. Objavljena je i knjiga ove izložbe.[16]

### Umjetnička djela
- Uništenje Pompeja i Herkulaneuma Johna Martina (1822.)
- Posljednji dan Pompeja Karla Brullova (1830–33)
- Kasni posjetitelji Pompej Carela Willinka (1931.)

## Vanjske poveznice
- Romansko-kampansko zidno slikarstvo  Arhivirana inačica izvorne stranice od 7. ožujka 2011. (Wayback Machine) sadrži poglavlja o: Neoklasicizaciji Pompeja; Turizam, romantizam i Pompeji; i rimsko zidno slikarstvo i filmska kultura